# 31 دقيقة
31 دقيقة هو مسلسل تلفزيوني تشيلي يقدم على شكل نشرة أخبار بشكل كوميدي، قام بكتابته بيدرو بيرانو وألفارو دياز وقامت شركة أبلابلاك بالإسبانية.
عُرض المسلسل في مارس 2003 على تلفزيون تشلي الوطني ثم على قنوات لاتينية متعددة بسبب نجاح المسلسل الكبير الذي تحول إلى 4 مواسم من 68 حلقة.
حُوِّلَ المسلسل إلى فيلم باسم 31 دقيقة: الفيلم الذي صُوِر في كل من سانتياغو في تشيلي، وريو ديجانيرو في البرازيل. وعرض لأول مرة في 27 مارس 2008.

## ملخص المواسم
|  | 1 | 21 | 15 مارس 2003  | 9 أغسطس 2003   | 2007 |
|  | 2 | 20 | 20 مارس 2004  | 11 سبتمبر 2004 | 2008 |
|  | 3 | 15 | 19 يونيو 2005 | 21 أكتوبر 2005 | 2009 |
|  | 4 | 12 | 4 أكتوبر 2014 | 27 ديسمبر 2014 | 2018 |

## الجوائز

### 2003
- جائزة من طرف مدرسة الدراسات التواصلية لجامعة UNIACC
- جائزة جمعية الصحفيين
- جائزة ألتازور

### 2004
- جوائز الشباب الأمريكي الإسباني
- جائزة تيفي غراما
- جائزة النقاد التشيليين

### 2013
- مهرجان فينيا ديل مار للأغنية

### 2016
- جوائز النجوم النابضة

## مصارد
1. ↑  "Confirmado: "31 minutos" vuelve a la televisión tras siete años – Publimetro". مؤرشف من الأصل في 2015-12-22. اطلع عليه بتاريخ 2019-12-24. {{استشهاد ويب}}: الوسيط غير المعروف |fecha= تم تجاهله يقترح استخدام |date= (مساعدة)، الوسيط غير المعروف |fechaacceso= تم تجاهله يقترح استخدام |access-date= (مساعدة)، والوسيط غير المعروف |idioma= تم تجاهله يقترح استخدام |language= (مساعدة)

## وصلات خارجية
- 31 دقيقة على موقع IMDb (الإنجليزية)
- 31 دقيقة على موقع ميوزك برينز (الإنجليزية)
- 31 دقيقة على موقع فيلمافينيتي (الإسبانية)
- 31 دقيقة على موقع كينوبويسك (الروسية)
- 31 دقيقة على موقع ألو سيني (الفرنسية)
- 31 دقيقة على موقع قاعدة بيانات الفيلم (الإنجليزية)
- الموقع الرسمي
- الموقع الرسمي لمحبي المسلسل
- 31 دقيقية في قاعدة بيانات الأفلام على الإنترنت